# Between the Buried and Me
Between the Buried and Me (скор. BTBAM) — американський прогресивний-метал гурт із міста Ролі в Північній Кароліні.

## Історія
Група була створена в 2000 році та існує до сих пір. За цей час у складі групи змінилось три ударники, два гітаристи й один басист. Спочатку група почала виступати з концертами в Північній Кароліні, а пізніше видала свій власний альбом, який був доволі критично оцінений малопідготовленими людьми. Ще перед тим, як Victory Records підписала групу під себе, Between The Buried And Me встигають вирушити в тур і завоювати велику кількість фанатів. Із підписаним договором у руках і щасливими обличчями, Between The Buried And Me вирушають записувати один із найкращих, як пізніше виявилось, металкор альбомів The Silent Circus, тим самим практично здобувши культовий статус. «Коли ми записували The Silent Circus, ми знали, що робимо щось особливе. Наступним кроком для нас була спроба показати людям, на що ми здатні» — говорить вокаліст Томі Роджерс. «Коли диск уже побачив світ, від багатьох популярних журналів і сайтів ми почули багато добрих відгуків про наш альбом, і вони навіть назвали його одним із найкращих за рік».

## Музичний стиль
Between the Buried and Me з самого початку не хотіли йти по вже витоптаних стежках і грати те, що було модно. Навпаки, вони хотіли розбити стіни звичного звучання та створити щось нове, унікальне.
Випущений у 2007 році черговий альбом Colors був описаний гуртом, як «Дорослий сучасний прогресивний дез-метал».

## Склад

### Поточний склад
- Томмі Роджерс — Вокал / Клавішні
- Ден Бріггс — Бас
- Блейк Річардсон — Ударні
- Пол Веггонер — Гітара
- Дасті Уорінг — Гітара

### Колишні учасники
- Джейсон Кінг — Бас-гітара (2000-2004)
- Уілл Гудіер — Ударні / Перкусія / Вокал (2000-2002)
- Марк Дункан — Ритм-гітара (2000)
- Ніколас Шоун Флетчер — Гітара (2000-2003)
- Майкл Рейг — Ударні (2002-2003)
- Джейсон Шофілд Кінг — Бас (2000-2003)
- Марк Едвард Кастіліо — Ударні / Перкусія (2003-2004)
- Шейн Блей — Гітара (2004)
- Джейсон Рой — Ударні / Перкусія (2004-2005)

## Цікаві факти
- Томі Роджерс створив власний електронний проєкт, що має назву Thomas Giles.
- Дасті Уорінг і Блейк Річардсон, поза Between the Buried and Me, грають у складі гурту Glass Casket.
- Томі Роджерс і Якоб Трот випустили свою лінію одягу, яка має назву Jacob Rogers.
- Ден Брігс та учасники Fear Before the March of Flames і Abigail Williams створили експериментальну групу Orbs.
- Майк Портной із гурту Dream Theater, що є одним із головних людей, які вплинули на творчість Between the Buried and Me, назвав Colors платівкою року. Untimate-Guitar.com також назвали цю платівку найкращою за рік серед метал-гуртів.

## Дискографія

#### Студійні альбоми
- 2002 — Between The Buried And Me
- 2003 — The Silent Circus
- 2005 — Alaska
- 2007 — Colors
- 2009 — The Great Misdirect
- 2012 — The Parallax II: Future Sequence
- 2015 — Coma Ecliptic
- 2018 — Automata
- 2021 — Colors II
- 2025 — The Blue Nowhere

#### Міні-альбоми
- 2011 — The Parallax: Hypersleep Dialogues

#### Інше
- 2006 — The Anatomy Of

## DVD
- 2006 — The Silent Circus (resissue/dvda)
- 2008 — Colors (live)